# 되살아난 망령
《되살아난 망령》(영어: The Holcroft Covenant)은 영국에서 제작된 존 프랭컨하이머 감독의 1985년 스릴러 영화이다. 마이클 케인 등이 출연하였고, 이디 랜다우 등이 제작에 참여하였다.

## 출연진
- 마이클 케인
- 앤서니 앤드루스
- 빅토리아 테넌트
- 릴리 팔머
- 마리오 아도르프
- 마이쾰 롱스달
- 버나드 헵턴

## 기타 제작진
- 미술: 피터 멀린스